# 나카무라 사토루
나카무라 사토루(일본어: 中村覚, 1934년 6월 28일 - 1967년 11월 2일)은 일본의 살인자이다. 복역 중에 시마 아키토(일본어: 島秋人)라는 이름으로 창작 활동을 하여 1963년에 마이니치 가단상(毎日歌壇賞)을 받았다.

## 인물
나카무라는 현재의 조선민주주의인민공화국 만주에서 경찰관으로 일하던 아버지 밑에서 태어났다. 그러나 2차 세계대전 이후 아버지가 공직에서 추방당하고,어머니가 결핵과 영양실조로 사망하는 등, 불우한 가정환경에서 자랐다. 뿐만 아니라 나카무라 본인도 뇌막염, 축농증, 중이염 등의 지병을 앓고 있었다. 중학교 졸업 후 여러 직업을 전전하다가 살인 미수를 저질러 20세까지 소년원에 수감되었다.
이후 교도소에 들어가려는 생각으로 빈집털이와 방화를 저질러 징역 4년의 판결을 받았으나, 히스테리성 성격장애로 진단받고 1958년 10월에 석방되었다.

## 살인 사건
일시 정신병원에 입원했다가 퇴원한 1959년 2월부터 가족과 함께 생활했으나, 3월 말에 가출하여 떠돌이 신세가 되었다. 그러던 중 4월 5일, 니가타현의 한 농가에 침입하여 1명을 살해하고 1명을 다치게 한 동시에 금품을 훔쳤다.
나카무라는 곧 체포되어 1심에서 사형을 선고받고, 2심과 3심에서 모두 항소가 기각되어 1967년 11월 2일에 사형이 집행되었다.

## 창작 활동
사형 판결 후 수감 중에 단카(ja)를 쓰기 시작하여 여러 문학상에 입선하여 시인으로 알려지게 되었다.

## 저서
- 遺愛集(도쿄미술, 1974)

## 같이 보기
- 나가야마 노리오 - 마찬가지로 사형 판결 후 창작 활동을 한 살인자.